# Vittorino Colombo (politico 1924-2014)
Vittorino Colombo (Verona, 21 novembre 1924 – Verona, 21 aprile 2014) è stato un politico italiano.

## Biografia
Dirigente della Arnoldo Mondadori Editore, fu una figura di spicco della politica veronese del dopoguerra, prima da consigliere comunale e poi da assessore. Eletto con la Democrazia Cristiana al Senato nel 1976, fu confermato per le due successive legislature, rimanendo in carica fino all'estate 1987. 
Padre di tre figli, Giovanni, Alessandra e Daria, quest'ultima scrittrice e moglie del cantante Roberto Vecchioni.
Morì il 21 aprile 2014 all'età di 89 anni.